# نيلتون سانتوس
نيلتون رييس دوس سانتوس (بالبرتغالية: Nílton Reis dos Santos‏)، (من مواليد 16 مايو 1927 توفي 27 نوفمبر 2013)، هو لاعب كرة قدم برازيلي سابق، لعب في خط الدفاع، كان يلقب بالموسوعة بسبب معرفته الكبيرة بالرياضة، وكان يقال في السابق أنه لديه كل المعلومات التي يستطيع الشخص أن يحصل عليها عن كرة القدم.

## مسيرتة الكروية
و قد لعب نيلتون سانتوس لفريقين فقط في مشواره الكروي، الأول لنادي بوتافوغو ريغاتاس، والثاني هو منتخب البرازيل لكرة القدم. فلعب مع نادي بوتافوغو ريغاتاس ل 16 موسماً شارك خلالها في 722. لعب يلتون سانتوس مع منتخب البرازيل لكرة القدم 75 مباراة سجل خلالها 3 أهداف. فكان نلتون سانتوس مدافع أساسي في كأس العالم 1954 و1958 و1962، وقد كان لاعبا احتياطيا في كأس العالم لكرة القدم 1950. وقد أشتهر بعد تسجيله هدفا رائعا في مرمى منتخب النمسا لكرة القدم في كأس العالم لكرة القدم 1958، حيث ركض بالكرة من منتصف الملعب، وأنهى هذه الركضة بتسديدة صاروخية، جعلت المدرب فيسنتي فيولا يقوم بحركات مجنونة.
و قد أختير سانتوس ضمن قائمة أفضل 125 لاعب كرة قدم حي والتي اختارها اسطورة منتخب البرازيل بيليه في مارس 2004.